# Dörflingen
Dörflingen es una comuna suiza del cantón de Schaffhausen. Limita al norte con las comunas de Thayngen y Gottmadingen (GER-BW), al este con Gailingen am Hochrhein (GER-BW), al sur con Diessenhofen (TG), y al oeste con Büsingen am Hochrhein (GER-BW) y Schaffhausen.

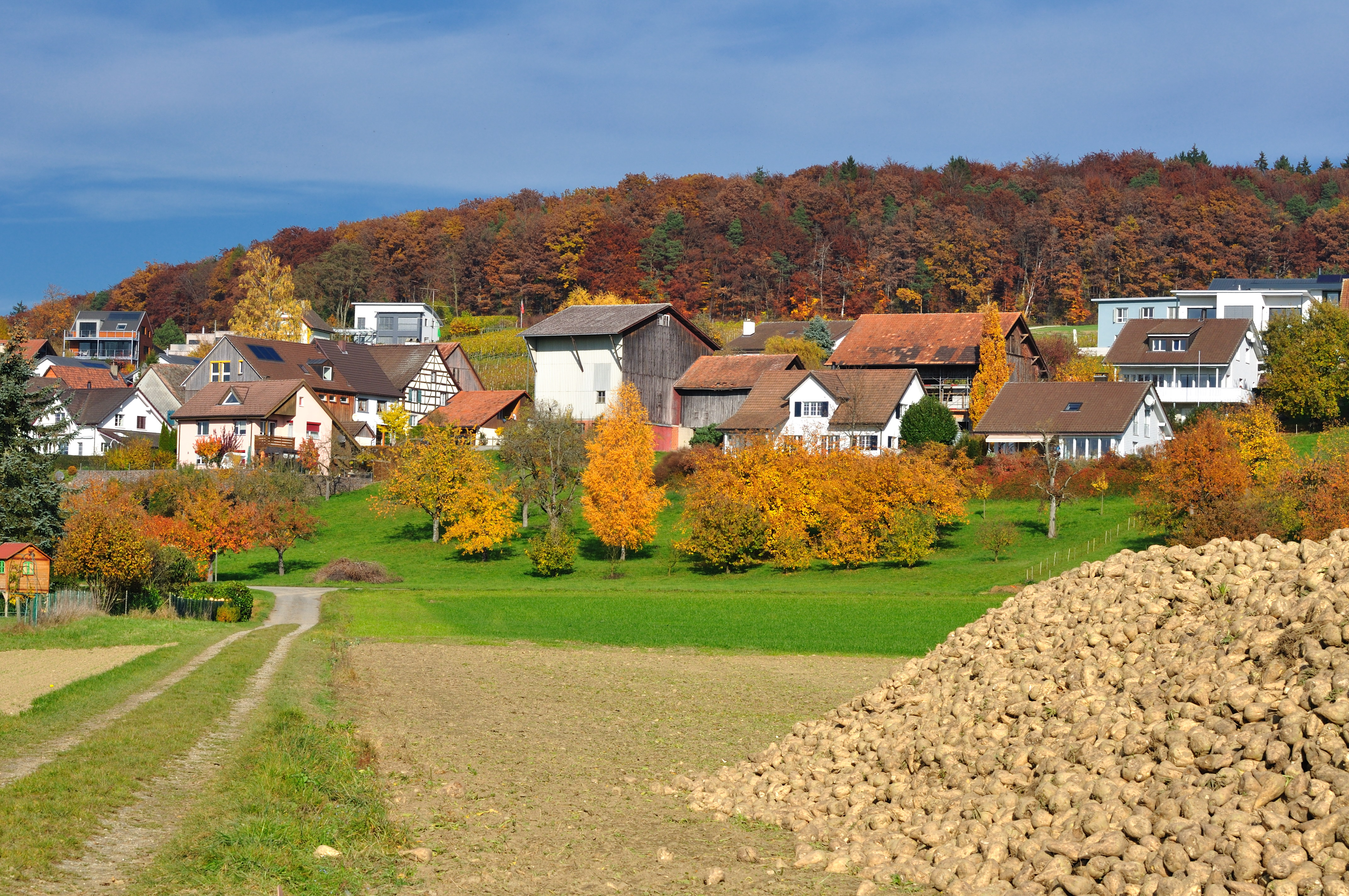